# Carlota Gurt
Carlota Gurt Daví (Barcelona, 1976) es una traductora y escritora en catalán en español. Licenciada en Traducción e Interpretación por la UVIC, en Humanidades, Empresariales y Estudios de Asia Oriental por la UOC y en Comunicación Audiovisual por la UAB. Tiene un MBA especializado en medios de comunicación (URL). Ha cursado, también, el itinerario de narrativa del Ateneo Barcelonés. Entre 1998 y 2010, trabajó en el ámbito de las artes escénicas, como jefa de producción y ayudante de dirección del grupo teatral La Fura dels Baus, y como jefa de producción del festival Temporada Alta. En 2019 ganó el premio Mercè Rodoreda con la compilación Cabalgar toda la noche.

## Obra
- Cavalcarem tota la nit  (Barcelona: Proa, 2020), traducida al castellano por Navona como Cavalgar toda la noche (Navona, 2020)[3]
- Sola (Barcelona, Proa, 2021)
- Biografía del fuego (Libros del Asteroide, 2023)

Traducciones del alemán al catalán
- És hora d'actuar, de Carola Rackete, en Ara Llibres.
- El dictat de la nit, de Peter Handke, en Navona Editorial.
- La vuitena vida (per a la Brilka), de Nino Haratischwili, en Navona Editorial.
- El viatger, d'Ulrich Alexander Boschwitz, en L'Altra Editorial.
- L'any dels dofins, de Sarah Lark, en Editorial Rosa dels Vents.
- Més maleït karma, de David Safier, en Editorial Empúries.
- Sempre els diners!, de Hans Magnus Enzensberger, en Edicions 62.
- El teu príncep blau, de David Safier, en Editorial Empúries.
- Que tot sigui com no ha estat mai, de Joachim Meyerhoff (cotraduït amb Joan Ferrarrons), en Edicions 62.
- La veritat i altres mentides, de Sascha Arango (cotraduït amb Núria Parés), en Edicions 62.